# لردکمر
لردکمر نام کوهی است در رشته کوه البرز، در استان مازندران و شهرستان سوادکوه، که روستاهای ملرد، کمرپشت و کرمون در آن واقع اند.
همچنین غار اسپهبد خورشید در آن واقع است.